# Граждел
Гра̀ждел или Гра̀жден (на гръцки: Μαγνήσιο, Магнисио, катаревуса Μαγνήσιον, Магнисион, до 1927 година, Γκροζδέλ, Гроздел, Γκροζδέλ, Гроздел или Γκριζδέλ, Гриздел) е обезлюдено село в Република Гърция, разположено на територията на дем Драма, област Източна Македония и Тракия.

## География
Граждел се намира на югозападните склонове на Родопите и попада в историко-географската област Чеч. Разположено е югоизточно от Осеница. Съседните му села са Владиково, Бърхово, Глум, Орхово Черкишен и Дур махала.

## История

### Етимология
Според Йордан Н. Иванов името е от жителско име от *Граждане с преглас *Граждени от местното име *Град, от град, крепост. Сравнимо е Гражден и много други български и славянски топоними.

### В Османската империя
В съкратен регистър на тимари, зиамети и хасове в ливата Паша от 1519 година село Граждел (Гъраждаляне), спадащо към Испанеполе е вписано както следва – мюсюлмани: 21 домакинства, неженени – 5; немюсюлмани: 12 домакинства, неженени – 2. В съкратен регистър на санджаците Паша, Кюстендил, Вълчитрън, Призрен, Аладжа хисар, Херск, Изворник и Босна от 1530 година са регистрирани броят на мюсюлманите и немюсюлманите в населените места. Регистрирано е и село Игражделани с мюсюлмани: 34 домакинства, неженени – 21; немюсюлмани: 8 домакинства, вдовици – 1. В подробен регистър на санджака Паша от 1569 – 70 година е отразено данъкоплатното население на Граждални, спадащо към Испанопол, както следва: мюсюлмани – 40 семейства и 26 неженени; немюсюлмани – 1 бащина. В подробен регистър за събирането на данъка авариз от казата Неврокоп за 1723 година от село Гърждел са зачислени 17 мюсюлмански домакинства.
В „Етнография на вилаетите Адрианопол, Монастир и Салоника“, издадена в Константинопол в 1878 година и отразяваща статистиката на населението от 1873 година Израдиле (Izradile) е посочено като село с 45 домакинства и 130 жители помаци. Съгласно статистиката на Васил Кънчов („Македония. Етнография и статистика“) към в 1900 година в Гурджелъ (Гражделъ) живеят 375 българи мохамедани в 70 къщи.

### В Гърция
През Балканската война в 1912 година в селото влизат български части. По данни на Българската православна църква, към края на 1912 година и началото на 1913 година в Граждел (Гръжделъ) живеят 51 семейства или общо 263 души.
След Междусъюзническата война в 1913 година Граждел попада в Гърция. През 1923 година жителите на Граждел са изселени в Турция. През 1927 година името на селото е сменено от Грождел (Γκροζδέλ) на Магнисион (Μαγνήσιον), което в превод означава „магнезиево“. В Граждел са заселени 17 гръцки семейства с 57 души – бежанци от Турция.
Селото е обезлюдено след Гражданската война в Гърция.
| Година    | 1913 | 1920 | 1928 | 1940 | 1951 | 1961 | 1971 | 1981 | 1991 | 2001 | 2011 | 2021 |
| --------- | ---- | ---- | ---- | ---- | ---- | ---- | ---- | ---- | ---- | ---- | ---- | ---- |
| Население | 280  | 244  | 131  | 183  |      |      |      |      |      |      |      |      |